# Hyles virescens
Hyles virescens är en fjärilsart som beskrevs av Gehlen. 1930. Hyles virescens ingår i släktet Hyles och familjen svärmare. Inga underarter finns listade i Catalogue of Life.